# Lilian Franck
Pour les personnes ayant le même patronyme, voir Franck.
Lilian Franck (née le 11 mars 1971 à Würzburg) est une réalisatrice de film et productrice allemande contemporaine.

## Biographie
Lilian Franck a étudié à la Filmakademie de Baden-Württemberg, ainsi qu’au Fresnoy (Le Fresnoy) - Studio national français des arts contemporains. En 2002, elle reçoit le prix franco-allemand du jeune journaliste pour le documentaire plein d'humour Une demi-chance ? - documentaire sur la relation cinématographique franco-allemande. C'est sa première coréalisation avec Robert Cibis. Après cette collaboration, ils fondent la société de production OVALmedia. Ils produisent alors de nombreux documentaires pour la télévision, diffusés au niveau international, notamment sur le thème du fondamentalisme religieux Jesus liebt Dich ou encore sur la médication psychiatrique précoce des enfants , Les enfants pyochotropes). En 2008, avec Pianomania, Lilian Franck pose les bases de sa carrière de cinéma. Ce film plein d'humour sur la quête du son parfait met en lumière la collaboration étroite entre l’accordeur de piano Stefan Knüpfer et des pianistes de renommée tels que Lang Lang, Pierre-Laurent Aimard et Alfred Brendel. Pianomania sort avec succès dans les salles de cinéma d’une vingtaine de pays différents et gagne, entre autres, le prix de la "Semaine de la Critique" au Festival international du film de Locarno, le Golden Gate Award au Festival du film de San Francisco et le Deutscher Filmpreis, prix de cinéma allemand (« Lola ») dans la catégorie meilleur son. De plus, il recoit la mention "hautement recommandé" par la “Filmbewertungsstelle Wiesbaden”,.

## Filmographie

### Cinéma

#### Réalisation et Production
- 2017 : F#ck Fame
- 2017 : trustWHO
- 2010 : Pianomania
- 2008 : Jesus liebt Dich

#### Production
- 2016 : Free Lunch Society - Komm komm Grundeinkommen (Regie: Christian Tod)

### Télévision

#### Réalisation et Production
- 2010 : Les enfants et les psychotropes [8]
- 2006 : L'europe va-t-elle en enfer ? (coréalisé avec Michaela Kirst, Robert Cibis et Martin Gronemeyer)
- 2004 : La ressource humaine (coréalisé avec Robert Cibis) [9]
- 2002 : Une demi-chance ? (coréalisé avec Robert Cibis) [10]
- 2000 : Temps forts
- 1997 : Oma Maertens
- 1997 : Supermerle [11]

#### Production
- 2011 : Virus contre bactéries (réalisé par Stefanie Schmidt)
- 2010 : La pilule : 50 ans après [12] réalisé par Michaela Kirst
- 2009 : Le patient qui valait 3 milliards (réalisé par Robert Cibis et Martin Gronemeyer)

### Courts métrages

#### Réalisation et Production
- 2003 : Mon beau sapin
- 2000 : Cora (installation)[13]
- 1994 : Clémi s'enfuit
- 1994 : Omen

#### Production
- 2015 : J'ai Tout Donné Au Soleil Sauf Mon Ombre (Réal: Valérie Anex et Christian Johannes Koch)
- 2015 : Anyway Home
- 2003 : Je m'aime à la folie , je ne m'aime pas du tout.

### Installation Vidéo
- 2000 : Faites tourner le monde (installation vidéo interactive)[14]